# Cajus Novi
Cajus Theophilus Novi, född 6 mars 1878 i Köpenhamn, död 16 september 1965, var en dansk arkitekt, konsthandlare och målare. Han var son till Vilhelm Petersen och brorson till Julius Magnus Petersen.
Novi studerade på Kunstakademiets Arkitektskole 1898–1904. År 1911 vann han akademins lilla guldmedalj för En monumental bygning for en international voldgiftsdomstol (ett fredspalats). Han var Industriforeningens arkitekt 1917–1926.